# Residencia de la familia Kong
La residencia de la familia Kong (chino: 孔府; pinyin: Kǒng Fǔ) fue la residencia histórica de los descendientes directos de Confucio en la ciudad de Qufu, la ciudad natal de Confucio en la provincia de Shandong, China. Las estructuras actuales se remontan, principalmente, al período de las dinastías Ming a Qing. Desde la mansión, la familia cuidaba de los diferentes lugares confucianos de Qufu y también gobernaba el patrimonio rural más grande en manos privadas en China. La familia Kong era la encargada de llevar a cabo elaboradas ceremonias religiosas en momentos significativos como cuando se hacían plantaciones, se cosechaba, se honraba a los muertos o con motivo de nacimientos. Hoy en día, la mansión es un museo, y parte del lugar Patrimonio de la Humanidad declarado por la UNESCO: "Templo y cementerio de Confucio y residencia de la familia Kong en Qufu".
Los descendientes de Confucio, cuyo patriarca recibía el títutlo de duque Yansheng, vivían en la mansión de la familia Kong, situada al este del templo. Eran los encargados del mantenimiento tanto del templo como del cementerio. Se encargaban especialmente de las celebraciones religiosas que se celebraban en ocasiones especiales como en los períodos de siembra y de cosecha, cumpleaños o las que se hacían en honor de los difuntos.

## Historia
La primera mansión de la familia Kong se construyó en 1038 durante la dinastía Song. En 1377, la mansión fue reubicada y reconstruida por orden del primer emperador de la dinastía Ming. En 1503, durante el reinado del emperador Hongzhi, el complejo fue ampliado hasta tres filas de edificios con 560 habitaciones y - como el vecino templo de Confucio - nueve patios. Durante la dinastía Qing, la mansión pasó por una renovación completa en 1838 pero resultó dañada por el fuego 48 años después, un incendio que destruyó las edificaciones destinadas a las mujeres en 1886. Incluso durante el incendio, los hombres no se atrevieron a entrar en la parte de las mujeres de la mansión para combatirlo, lo que llevó a un daño aún mayor en esta parte del complejo. Las partes dañadas de la mansión fueron reconstruidas dos años después; el coste de las dos renovaciones del siglo XIX fue asumido por el emperador. A pesar de estas reconstrucciones posteriores, la residencia de la familia Kong sigue siendo el complejo residencial mejor conservado de la era Ming con este tamaño. El último cabeza de familia Kong que vivió en la mansión fue Kong Decheng, perteneciente a la 77.ª generación de descendientes de Confucio. Kong Decheng huyó a Chongqing debido a la segunda guerra sino-japonesa en 1937. No volvió a Qufu sino que se trasladó a Taiwán durante la guerra civil china.

## Diseño

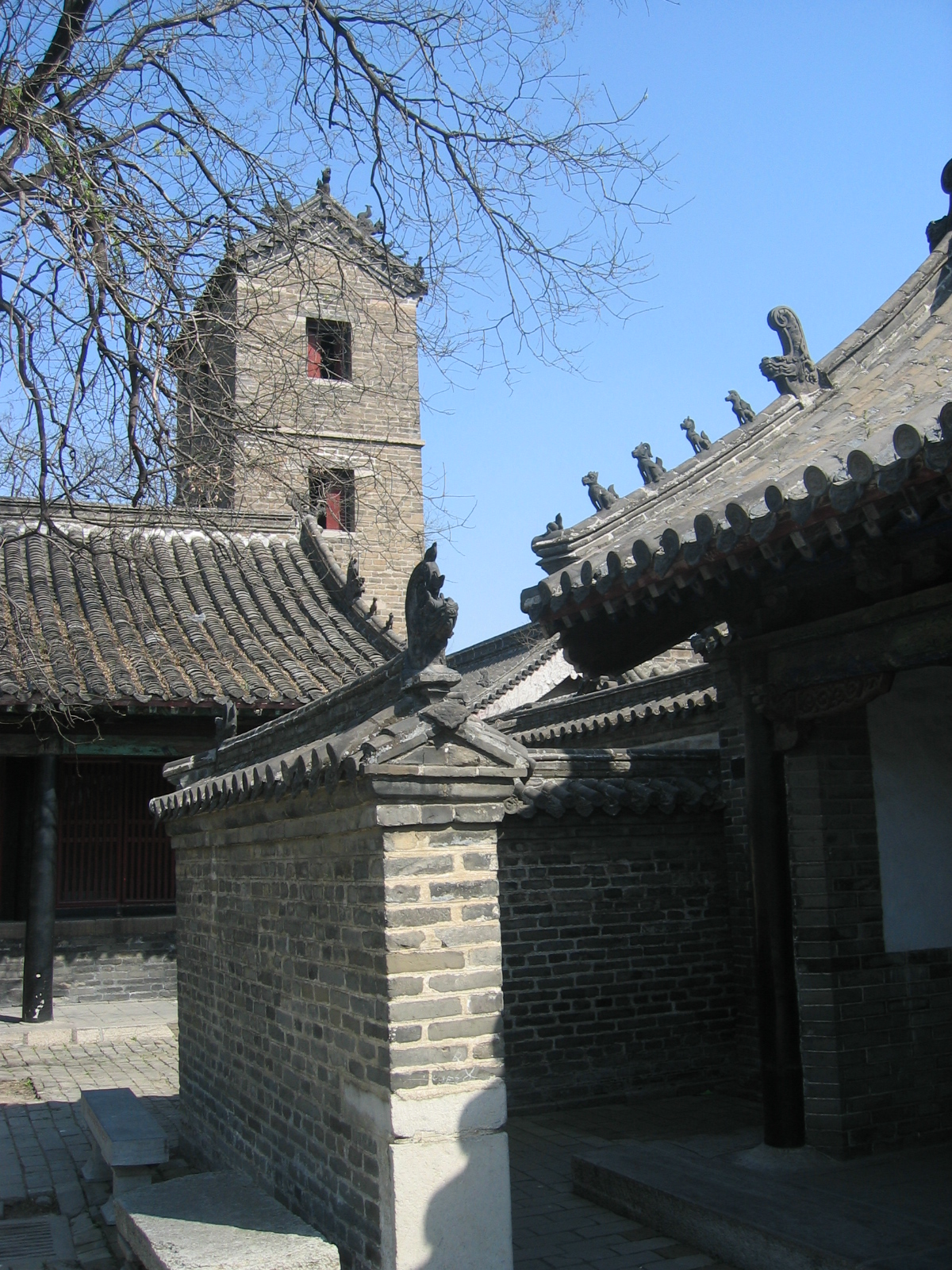
Torre refugio de la mansión.

La mansión queda justo al este del Templo de Confucio al que había estado unido con anterioridad. El esquema general de la mansión se corresponde con el plan chino tradicional y separa los espacios oficiales en el estilo de un Yamen en el frente del complejo, de las partes residenciales, que quedan en la parte de atrás. Además del yamen y de las habitaciones interiores, el complejo contiene también un estudio oriental y otro occidental así como un jardín trasero. Dentro de este orden general, la distribución espacial de los edicios según la edad, el sexo y el estatus de sus habitantes refleja el principio confuciano de orden y jerarquía: el descendiente de Confucio de más edad residía en el edificio central de los tres principales; su hermano menor, ocuparía la sala Yi Gun al este. El estudio oriental se usaba por el duque Yansheng para encontrarse con invitados oficiales y venerar a sus antepasados. El estudio occidental era usado por la familia como lugar de estudio, comedor y entretenimiento con amigos. En su estado actual, la mansión comprende 152 edificios con 480 habitcaiones, que se extienden por una superficie de 12.470 m². Su estructura más alta es una torre refugio de cuatro pisos, llamada Bi nan Lou (避 难 楼) que fue diseñada como refugio en caso de ataque, pero nunca se usó como tal. La mansión alberga un archivo de alrededor de 60.000 documentos relacionados con la vida en la mansión a lo largo de un período de cuatrocientos años, durante las dinastías Ming y Qing.